# Musée archéologique de Gaza
Le musée d'archéologie de Gaza (en arabe : المتحف , Al Mat'haf, "Le Musée") est un musée qui ouvre au public en 2008 à Gaza. Son bâtiment abrite un restaurant, un hôtel et une salle de conférences, ainsi qu'un musée privé qui expose des antiquités découvertes dans la bande de Gaza et qui datent de plusieurs périodes historiques.

## Présentation
Le musée détient une collection de 350 pièces. Chaque exposition présente des explications des artefacts en plusieurs langues, conçues pour les spécialistes et les profanes, bien qu'aucun des artefacts présentés sur le site Web du musée ne soit identifié ou daté. 
Selon le directeur du musée, Jawdat N. Khoudary, "L'idée est de montrer nos racines profondes issues de nombreuses cultures à Gaza. Il est important que les gens se rendent compte que nous avions une bonne civilisation dans le passé. Israël a une légitimité par son histoire. Nous aussi." 
Gaza n'a pas de loi exigeant l'archéologie préventive lorsque les équipes de construction trouvent des artefacts archéologiques. En tant que propriétaire d'une entreprise de construction, Khoudary demande à ses employés de conserver tout ce qu'ils déterrent afin qu'il puisse y rechercher des trésors pour les musées. Il rémunère également les pêcheurs qui lui rapportent des objets archéologiquement qui l'intéressent.
Le New York Times qualifie le bâtiment du musée, fait en partie de pierres récupérées dans de vieilles maisons, d'anciennes traverses de chemin de fer et de colonnes de marbre découvertes par des pêcheurs et des ouvriers du bâtiment de Gaza, d'« époustouflant. »
Le musée archéologique bénéficie du soutien scientifique et technique de la Direction des Musées de la Ville de Genève. À partir de 2010, il est détenu et exploité par des particuliers.
Certaines des expositions du musée sont censurées par le gouvernement de Gaza dirigé par le Hamas. Parmi les objets dont l'exposition est interdite se trouvent une Aphrodite dont la robe est jugée trop révélatrice, des images d'autres divinités anciennes et des lampes à huile avec des menorahs.